# Connie Booth (directrice)
Pour l'actrice, voir Connie Booth.
Connie Booth est une personnalité de jeu vidéo travaillant comme vice-présidente du développement produit de Sony Interactive Entertainment. Elle fait partie du Hall of Fame de l'Academy of Interactive Arts and Sciences.